# Great Lakes Intercollegiate Athletic Conference
La Great Lakes Intercollegiate Athletic Conference (GLIAC) es una conferencia de la División II de la NCAA. Está formada por doce universidades que compiten en 21 deportes (10 masculinos y 11 femeninos). Las universidades miembros se sitúan geográficamente en el Medio Oeste de los Estados Unidos, en los estados de Míchigan, Wisconsin, Indiana y Ohio, en la zona de los grandes lagos.

## Miembros

### Miembros actuales
| Institución                           | Localización                | Fundada | Tipo            | Alumnos | Apodo        | Año de unión |
| ------------------------------------- | --------------------------- | ------- | --------------- | ------- | ------------ | ------------ |
| Universidad de Davenport              | Grand Rapids, Míchigan      | 1866    | Privada (Laica) | 6,534   | Panthers     | 2017         |
| Universidad Estatal Ferris            | Big Rapids, Michigan        | 1884    | Pública         | 13,250  | Bulldogs     | 1972         |
| Universidad Estatal de Grand Valley   | Allendale, Michigan         | 1960    | Pública         | 24,677  | Lakers       | 1972         |
| Universidad Estatal de Lake Superior  | Sault Ste. Marie, Michigan  | 1946    | Pública         | 2,007   | Lakers       | 1972         |
| Universidad Tecnológica de Míchigan   | Houghton, Michigan          | 1885    | Pública         | 7,203   | Huskies      | 1980         |
| Universidad del Norte de Míchigan     | Marquette, Michigan         | 1899    | Pública         | 7,595   | Wildcats     | 1975; 1987   |
| Universidad Northwood                 | Midland, Michigan           | 1959    | Privada (Laica) | 1,594   | Timberwolves | 1972; 1992   |
| Universidad Purdue Noroeste           | Hammond, Indiana            | 1946    | Pública         | 10,473  | Pride        | 2017         |
| Universidad Estatal de Saginaw Valley | University Center, Michigan | 1963    | Pública         | 8,535   | Cardinals    | 1972         |
| Universidad Estatal de Wayne          | Detroit, Míchigan           | 1868    | Pública         | 27,053  | Warriors     | 1975         |
| Universidad de Wisconsin en Parkside  | Somers, Wisconsin           | 1968    | Pública         | 4,325   | Rangers      | 2018         |

Notas
1. La Universidad Northwood se trasladará a la G-MAC en 2022.

### Miembros afiliados
| Institución                      | Localización                | Fundada | Tipo           | Alumnos | Apodo        | Fecha unión | Deporte               | Conferencia primaria |
| -------------------------------- | --------------------------- | ------- | -------------- | ------- | ------------ | ----------- | --------------------- | -------------------- |
| Universidad Augustana            | Sioux Falls, Dakota del Sur | 1880    | Privada (ELCA) | 2,113   | Vikings      | 2021        | natación y saltos (M) | Northern Sun         |
| Concordia University–St. Paul    | Saint Paul, Minnesota       | 1893    | Privada (LCMS) | 4,792   | Golden Bears | 2017        | lacrosse (F)          | Northern Sun         |
| Universidad Estatal de St. Cloud | St. Cloud, Minnesota        | 1869    | Pública        | 14,615  | Huskies      | 2018        | natación y saltos (M) | Northern Sun         |

### Línea del tiempo
La GLIAC dejó de patrocinar el fútbol americano tras la temporada 1989 y lo retomó en 1999.